# Đình Hội Thống
Đình Hội Thống nằm gần cửa Hội. thuộc xã Xuân Hội, huyện Nghi Xuân, tỉnh Hà Tĩnh. Đình được xây dựng từ năm 1659, hoàn thanh nam 1660. Đây là một công trình kiến trúc lớn, đẹp. được xếp hạng di tích nghệ thuật quốc gia tháng 7 năm 1990
Kiến trúc
Đình có kiến trúc kiểu chủ nhất. mặt quay hướng Tây, 7 gian 2 chái, cột lim to, bộ vì nóc kẻ chuyền, loại vì kèo 5 cột. Tuy đã tu sửa lại nhiều lần, nhưng trên các vì kèo vẫn còn mang nhiều nét kiến trúc của thế kỷ 17.

## Dị vật
Trong đình có tấm biển khắc 3 chữ vàng vua ban: Kiên Nghĩa xã. Đời Nguyễn Đình hội Thống được tiếp tục tu tạo càng đẹp đẽ hơn, trong đính, còn có tấm biển khắc bốn chữ " Thánh trạch quân ân" (Lộc thánh ơn vua) và đôi liễn " vạn cổ ân quang viễn. Thiên thu huệ trạch trường"(muôn thuở ơn sáng rọi. Nghìn thu huệ trạch ngời).

## Lễ hội
Theo lệ làng đầu xuân, dân tụ tập ở đình, mừng năm mới và tổ chức nhiều trò vui chơi: bơi thuyền, cử đình (bê đá lớn chạy quanh đình), chơi đu....